# Trần Đình Liêm
Trần Đình Liêm (1828-1879) là một thượng quan dưới triều vua Tự Đức. Trọng tâm hoạt động của ông là lãnh vực hình luật, điều tra, xử án. Sau này ông cũng làm tham mưu trong lãnh vực quân sự.

## Thân thế
Trần Đình Liêm, hiệu Dãn Phủ, sinh năm 1828 ở thôn Tràng, Trịnh Xá, huyện Bình Lục, tỉnh Hà Nam. Ông là con thứ trong một gia đình nhiều đời là nông dân. Mồ côi sớm ông rất hiếu học, thuở nhỏ đi học vỡ lòng với người cậu, em của mẹ ở Tái Kênh. Sau đó ông theo học Vũ Phục Trai tiên sinh ở Lạc Tràng thuộc xã Lam Hạ thành phố Phủ Lý.
Lớn lên ông Liêm phải xa nhà để theo học thầy Phạm Văn Nghị, tức Phạm Nghĩa Trai tiên sinh ở huyện Ý Yên, tỉnh Nam Định. Cụ Phạm Văn Nghị là một nhà nho xuất chúng yêu nước, đã đỗ Hoàng Giáp năm 1838. Học trò của cụ nhiều người sau này thành đạt, có tên tuổi lẫy lừng như Nguyễn Khuyến, Phạm Thận Duật, Đinh Công Tráng.
Năm 19 tuổi ông Liêm thi đỗ lần đầu tiên thi Hương. Năm 24 tuổi, ông đỗ tú tài khóa năm Nhâm Tý (1852), Cùng đi  với ông khóa thi đó là bạn đồng môn Nguyễn Khuyến, lúc đó 17 tuổi.. Năm 27 tuổi (Ất Mão 1855) ông Trần Đình Liêm là một trong số 22 người được chấm đỗ Cử nhân ở trường thi Hà Nội trong tổng số nhiều ngàn sĩ tử năm ấy..

## Sự nghiệp
Năm 1855 ông được triều đình cử giữ một chức ở hội đồng giám sát ở khoa thi Bình Lục.. Năm 1862 ông tham gia dẹp giặc thổ phỉ ở biên giới phương bắc. Sau đó ông làm phụ tá cho Nguyễn Tri Phương, giữ chức Hàn Lâm kiểm thảo..
Năm 1864 ông được trao chức huấn đạo ở huyện Gia Lộc (tỉnh Hải Dương ngày nay), sau đó được thăng làm giáo thụ.
Năm 1865 ông được bổ nhiệm làm tri huyện Văn Quan (tỉnh Thái Bình ngày nay).
Năm 1870 làm tri châu Lục An/Lục Yên (tỉnh Lạng Sơn).
Năm 1872 cai quản phủ Yên Bình, giữ chức Tuyên thứ bổ vụ. Sau đó được bổ làm tri phủ Đa Phúc (tỉnh Vĩnh Phú ngày nay), bình được giặc quản Trận, quản Đạo.
Năm 1873 bị vua Tự Đức giáng chức vì tính khí cương trực, song bởi có tài có đức nên nhà vua vẫn giữ lại lưu dụng, sau một thời gian ngắn lại phục hồi chức vị cũ cho ông. Năm 1874 ông được bổ nhiệm làm giám sát ngự sử đạo Bình phú. Chức quan  ngự sử chuyên  việc thanh tra giám sát các quan lại khác là một bước ngoặt trong sự nghiệp của ông: đổi từ công tác hành chánh ở đia phương xa xôi, những nơi hồi đó gọi là vùng „lam sơn chướng khí", để  về trung tâm  làm việc trong  lãnh vực hình luật, điều tra, xử án. Với cương vị ngự sử ông khiển trách  quan ngự y đã trễ nải nhiệm vụ săn sóc sức khỏe nhà vua, khiến vua Tự Đức vì ốm đau 3 năm liền không thể tham dự tế Nam Giao.
Năm 1875 nhà vua phái quan khoa đạo Trần Đình Liêm .đi Quảng Ngãi điều tra một vụ án khó khăn liên hệ tới quan chức cao cấp (quan Tán tương Hoàng Thâm và Lãnh binh Phan văn Cựu).
Giải quyết được vụ này, vua  Tự Đức rất hài lòng, châu phê „Liêm đáng thưởng, Liêm đáng thưởng", ban thưởng kỷ lục 2 lần, ban chức „Hình khoa chưởng ấn cấp sự trung".
Năm 1877 ở Nam Định có quan Bố chính Phan Minh Huy và quan Án sát Tôn Thất Thận  gây tội, nhà vua cử ông làm Khâm phái đi điều tra .Sau khi kết luận vụ án, ông cũng được vua  ban thưởng. Sau đó triều đình cử ông làm Biện lý bộ Hình.
Tháng 10 năm 1878 ông Trần Đình Liêm được phong chức Thị giảng học sỹ, sung Tán tương Bắc thứ thay thế Phan quang Huề.Vua Tự Đức rất tin dùng ông. Một số kiến nghị của ông liên quan tới quân sự, xã hội cũng được nhà vua nghe theo.
Trong giai đoạn lịch sử này đất nước Việt Nam ở trong một tình thế  vô cùng đen tối. Quân xâm lược Pháp, sau khi nuốt trọn 6 tỉnh Nam Kỳ, lại tiếp tục nhòm ngó đồng bằng Bắc bộ. Thêm vào đó triều đình Huế lại phải liên tục đối phó với giặc giã ở biên giới phương Bắc, phần là lấy danh nghĩa con cháu nhà Lê nổi lên, phần là tàn dư quân phiến loạn nhà Thanh tràn qua biên giới cướp bóc. Các thượng quan triều đình (Hoàng Công Quyền, Lê Công Điều, Trương Công Đản, Phạm Thận Duật) dâng tấu chương tiến cử quan Tán tương Bắc thứ  Trần Đình Liêm là người tài có thể trọng dụng. Vua Tự Đức châu phê: "Khoa đạo chỉ có ngươi là rất tận tâm tận lực", cấp cho ông một bộ thượng cẩm nhung y, áo xiêm vải trung, bổng 20 lạng bạc phái ông bình định giặc giã ở Thái Nguyên.
Nhiệm vụ chưa xong, thì ông đã mất ngày 2 tháng 7 năm Tự Đức thứ 32 (1879), hưởng dương 52 tuổi. Linh cửu của ông được  quan Quản đem binh lính đưa về quê quán theo nghi thức trọng thể. Đi đến đâu dân làng đều có lễ bái vọng tới đó, quan Tỉnh có lễ Điện tế.
Lúc sinh thời ông Trần Đình Liêm nổi tiếng là người  thanh liêm, tính khí cương trực. Khi mất, quan trong triều  làm câu đối phúng điếu đề cao ông:
Nhị nghịch kê tru tạo hóa tảo dật công dĩ tử
Tứ giao đa lũy giang sơn ủy lạo ngã kỳ sinh
 Trong  sắc phong ấn ký ngày 20 tháng 7 năm 1879 vua Tự Đức đã truy phong ông  là Thái bộc Tự khanh, châu phê "để tỏ rõ sự xót thương và sáng tỏ đạo sâu dày". Nhà vua cấp tiền tuất gấp đôi,  sắc phong phụ thân là Hàn lâm viện Thị giảng, mẫu thân là  ngũ phẩm Nghi nhân.
Ngày nay, du khách đi ngang qua thôn Tràng, xã Trịnh Xá, huyện Bình Lục, tỉnh Hà Nam có thể chiêm ngưỡng một tòa tháp tưởng niệm  uy nghiêm, bên trong có bia đá ghi lại công ơn đối với đất nước của cụ Tán Trần Đình Liêm.

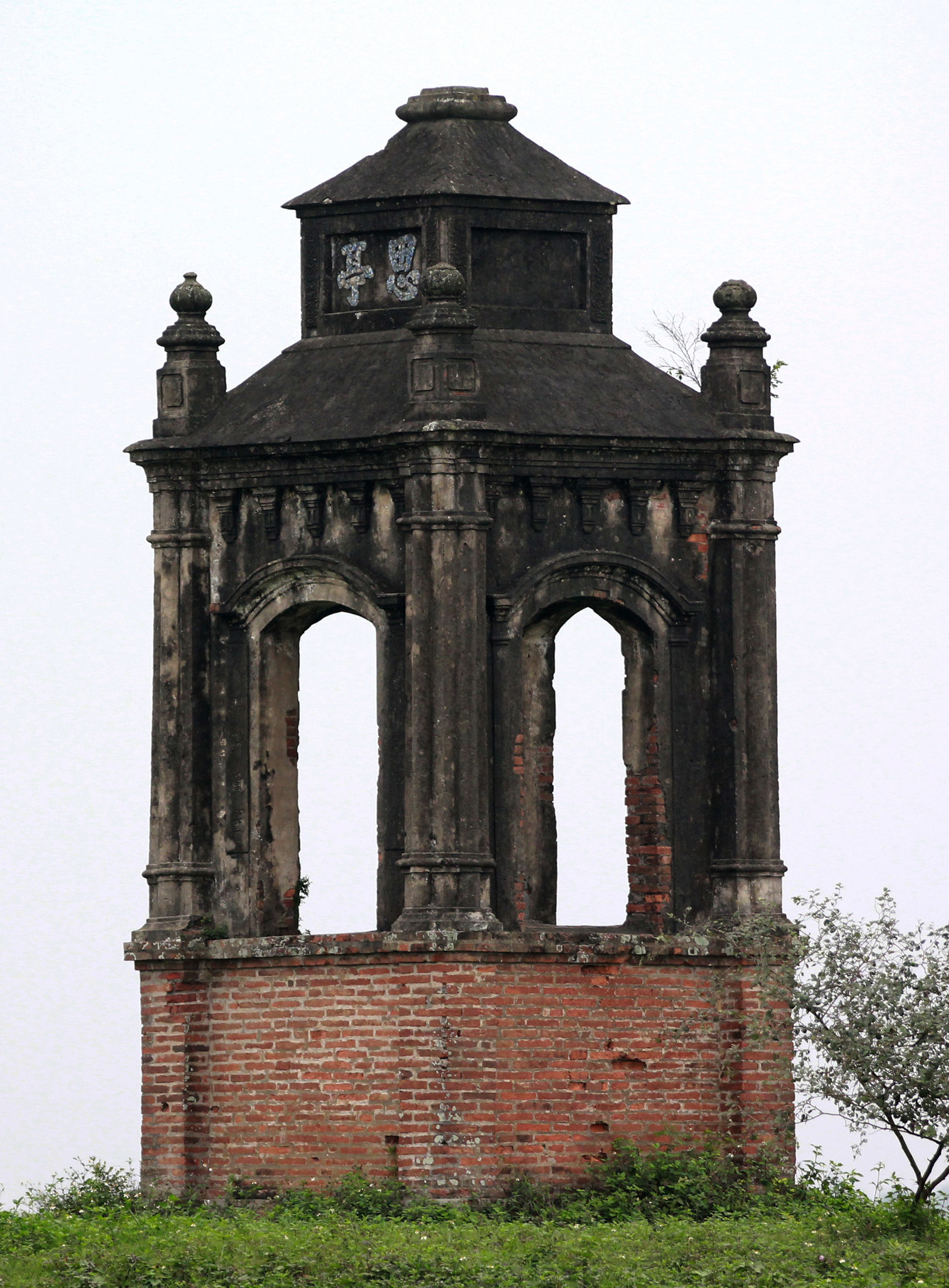
Tháp tưởng niệm Trần Đình Liêm tại thôn Tràng, huyện Bình Lục,tỉnh Hà Nam

## Tam nguyên Yên Đổ Nguyễn Khuyến và Trần Đình Liêm
Tam nguyên Yên Đổ Nguyễn Khuyến vừa là bạn đồng môn, học chung một thầy, vừa là bạn thơ phú, vừa là chỗ thông gia của ông Liêm (con gái ông lấy con trai thứ của Nguyễn Khuyến), khi ông mất đã làm thơ viếng..
Lộ  linh vân lạc nhập sơ thu
Thiên ngoại tư quân miễu miễu sầu
Thử địa can qua do vị định
Tha hương phong vũ cánh hà cừu
Khả nhân ám vị ngô châu tích
Chuyết bút hà năng tử mỹ châu
Tảo vãn y quan như kết hội
Lạc Dương viên uyển kỷ đồng du
Tiếng Việt (N.B.dịch)
Chớm thu sương tạnh mây tan,
Nhớ người mang mác sầu lan ngất trời.
Đất này chinh chiến chưa ngơi,
Gió mưa xứ lạ tơi bời vì đâu?
Đức tài thương  tiếc toàn châu,
Bút quê khôn tả hết mầu tinh anh.
Hội quan sớm tối đã đành,
Lạc Dương mong sẽ du hành cùng nhau

## Dương Khuê và Trần Đình Liêm
Dương Khuê là một thượng quan và cũng là một nhà thơ. của Việt Nam. Sau này ông được biết đến nhiều có lẽ là do bài thơ nổi tiếng của Nguyễn Khuyến viết lúc ông mất. Bài có tên là "Khóc bạn" mở đầu bằng câu "Bác Dương thôi đã thôi rồi...". Năm 1878 Dương Khuê bị dính líu tới một vụ nhũng lạm không lồ ở Quảng Yên mà công quỹ nhà nước bị mất hàng trăm ngàn quan. Dương Khuê bị cáo là đã mượn của công quỹ 100 lạng bạc (10000 quan) và không khai rõ ràng, đầy đủ. Dương Khuê bị án trảm giam hậu. Trần Đình Liêm chính là vị quan do vua Tự Đức cử đi để điều tra vụ này. Sau này Dương Khuê được vua ân xá và phục hồi chức vụ cũ.